# Жегар (Буковица)
Жегар је некадашње насеље у сјеверној Далмацији, у области Буковица, од којег су настала данашња села: Каштел Жегарски, Богатник, Надвода и Комазеци. Сва 4 насеља се заједнички зову Жегар.

## Географија
Жегар се налази у сјеверној Далмацији, у Горњој Обровачкој Буковици, која се још назива и Подгорска или Права Буковица. Окружен је насељима: Билишане, Голубић, Крупа, Ервеник, Парчић, Медвиђа и Зеленград.
Каштел Жегарски је у средишту Жегара и представља управно средиште са школом, српском православном црквом Светог Георгија, мјесним одбором, амбулантом. Надвода је на десној сјеверној страни ријеке Зрмање. Комазеци су највеће Жегарско насеље, смјештено јужно од Зрмање. У Комазецима је подручна школа, као дио основне школе из Жегара. Већи дио територије Жегара лежи на брдовитом и планинском земљишту, једино је дио Каштела Жегарског уз Зрмању раван гдје лежи Жегарско поље.

## Историја
Срби се у Жегару спомињу још давне 1392. године.
У месту је 1752. године рођен архимандрит и књижевник Герасим Зелић, који је објавио своје "Житије" у Будиму 1823. године.
Мештани су 1937. године подигли свој "Сељачки дом", у којем су отворени књижница и читаоница.
Жегар се од распада Југославије до августа 1995. године налазио у Републици Српској Крајини.

## Становништво
Укупно, Жегар је 1991. године имао 2.057 становника, од чега преко 99% Срба.

### Презимена
Презимена из Жегара су: Мијић, Ушљебрка, Веселиновић, Нанић, Ђаковић, Комазец, Јајић, Ковачевић, Бундало, Бабић, Перић, Љубичић, Радмиловић, Иваниш, Грозданић, Вукчевић, Вуканац, Олујић, Реља, Мирило, Суботић, Нанић-Бабић, Милић, Кусало, Ћосо, Зелић, Смијуљ, Вучендић, Кубат, Копанлија, Самарџић, Шукара, Кљајић, Кљајић-Перић,  Јаковљевић, Крњаја као и многа друга.

## Знамените личности
- Стојан Јанковић (1635–1687), вођа српских ускока
- Герасим (Кирил) Зелић (Жегар, 22. јун 1752–Будим, 26. март 1828), путописац, архимандрит и генерални викар Српске православне цркве у Далмацији
- Владимир Милић, атлетичар
- Аријан Комазец, кошаркаш
- Слободан Комазец, доктор економских наука

## Галерија
- Табла на улазу у Жегар
- Српска православна црква у Жегару
- Кула у Жегару
- Ријека Зрмања у Жегару